# Клеон
Клеон (? — 422. п. н. е.) је био атински политичар током Пелопонеског рата. Био је истакнути представник трговачке класе у атинској политици.

## Периклеов противник
Прво је био противник Периклеа, чије напредне идеје није прихватао. Деловао је заједно са аристократама против Периклеа. Након Периклеовог неуспеха у рату на Пелопонезу 430. п. н. е. Атина је била тешко погођена кугом. Клеон тада предводи опозицију против Периклеове власти. Клеон оптужује Периклеа да је проневерио државни новац, за што Перикле бива и осуђен. Међутим, Перикле је брзо ослобођен, а Клеон пада у позадину.

## Елоквентан политичар
Након Периклеове смрти 429. п. н. е. отвара се широк простор за њега. Он избија у први план као елоквентан опозициони политичар, који се залаже за демократију. Залажући се за велико повећање плата пороте, стекао је симпатије сиромашних, којима је на тај начин повећао приходе. Опасне противнике је уклањао лажним оптужбама. Кад му бивши помоћници аристократе више нису били потребни, прекида све везе са њима и постаје слободнији да напада све олигархијске клубове и све тајне комбинације са политичком сврхом.

## Главни противник мира са Спартом
Клеон је постао познат по томе што мрзи племство и Спарту. Захваљујући њему, рат је настављен иако је Спарта тражила мир 425. п. н. е.. После битке код Пилоса, Спарта је желела да обустави сукоб да би се ослободили одсечени Спартанци на Сфактерији. Он је толико желио видети понижену Спарту, да је уверио Атињане да рат треба наставити. Сматрао је да је Атина у предности. Захтевао је да се Спартанци на Сфактерији предају и доведу у Атину. Следећи захтев био је да Спарта врати све територије по претходном мировном споразуму. 

## Славан после битке код Сфактерије
Тако се рат наставио црпећи финансијске ресурсе Атине. Клеона почињу оптуживати, јер се рат продужава. Он говори да би заузео Сфактерију са одсеченим Спартанцима за 20 дана, што и чини. Тада после битке код Сфактерије постаје славан.
Изгледа да се захваљујући њему повећава данак који савезници морају плаћати. Био је врло суров, тако да је једном захтевао да се побију сви становници једног места јер се нису хтели предати. Нису га у потпуности послушали, па су убили вође и истакнуте људе.

## Погибија
Одлази у Амфипољ да га поврати, али ту гине у бици код Амфипоља. Пошто је он био главни противник мира са Спартом, после његове погибије лако се склапа Никијин мир.